# Réservoirs de Montmartre
Les réservoirs de Montmartre sont un réservoir d'eau secondaire de la ville de Paris mis en service en 1889. Il est situé rue Azaïs, dans le quartier de Montmartre du 18e arrondissement de Paris.

## Histoire

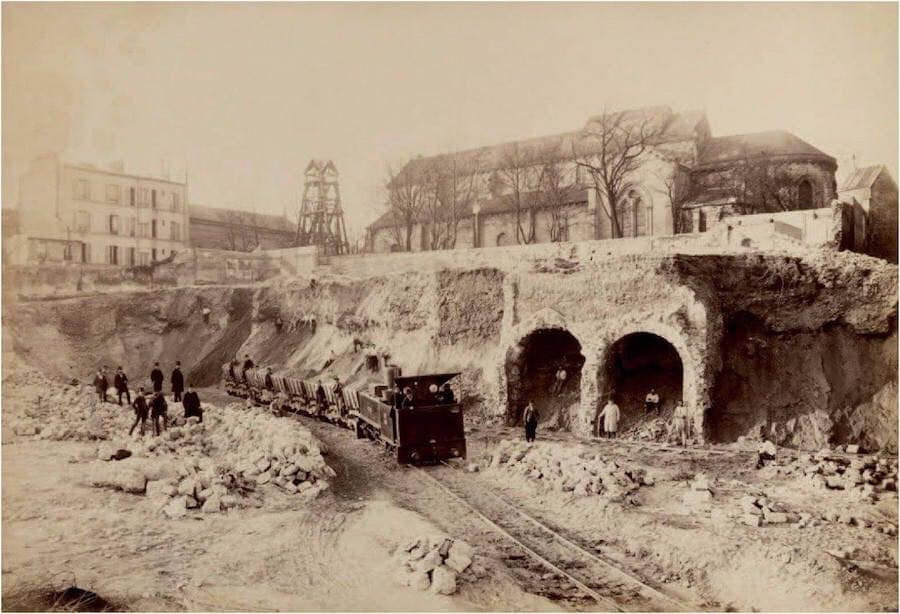
Début des travaux du réservoir en 1887.

Pour remplacer le pressoir à vin de l'ancienne Abbaye des Dames de Montmartre nommé l'ancien réservoir de Montmartre démoli, car trop usagé, le début de la construction du nouveau bâtiment débute en 1887. En cette même date, à quelques dizaines de mètres, débute la construction de la Basilique du Sacré-Cœur de Montmartre. La prise en charge de ce chantier est réalisé par Adolphe Alphand alors responsable des travaux de la ville de Paris.
Le chantier est aussi fait en lien avec deux ingénieurs parisiens, Georges Bechmann ainsi que Journet. Le style choisi est celui néo-byzantin, le même que la basilique avec le même calcaire provenant des carrières afin d'avoir une harmonie entre les deux bâtiments. La fin des travaux a lieu en 1889.

## Caractéristiques techniques

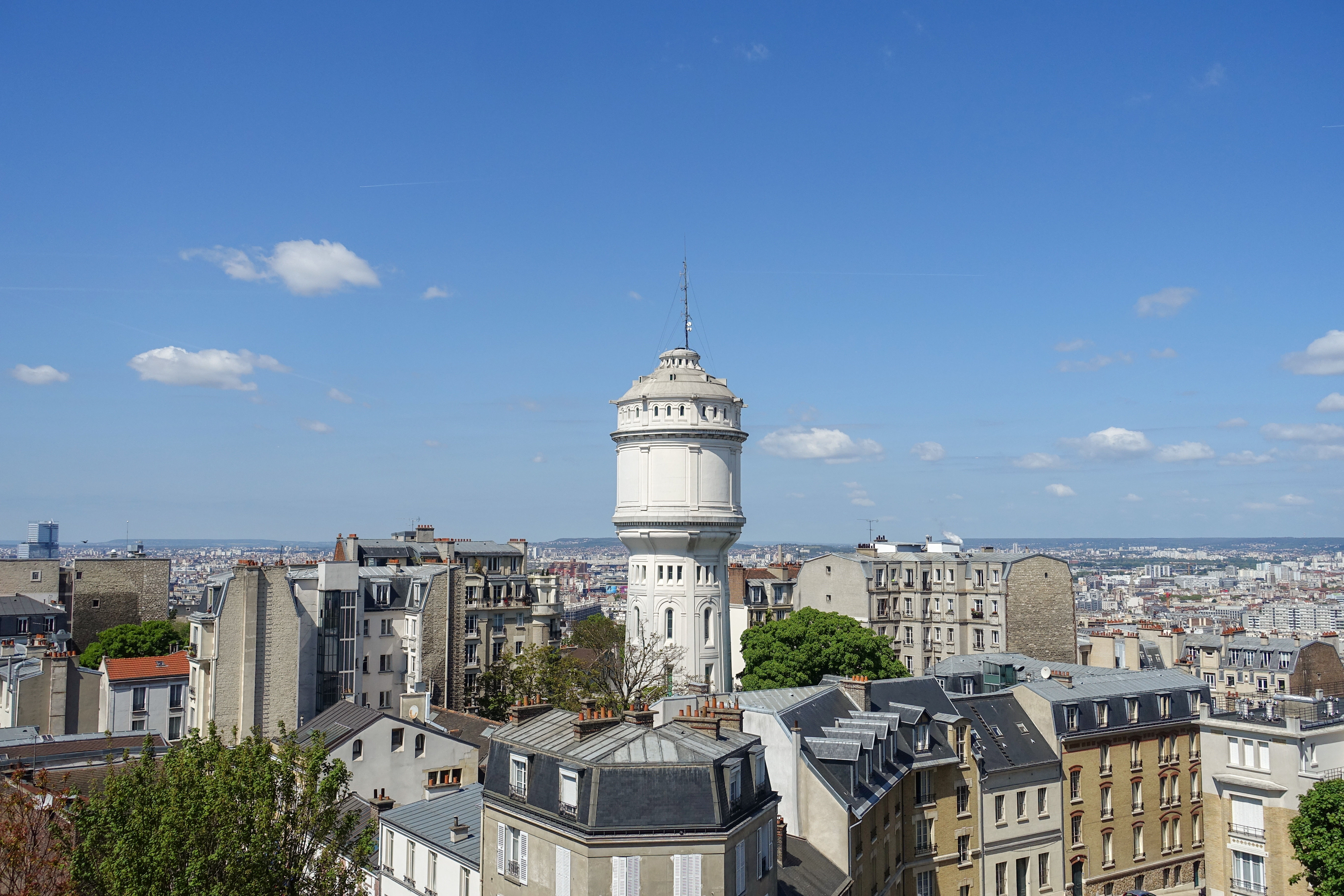
Le château d'eau de la rue du Mont-Cenis en haut de la butte est alimenté par le réservoir.

Lors de sa construction, le réservoir a une capacité de 11 000 mètres cubes. Les réservoirs sont composés en deux parties avec l'une à trois étages et le second se composant de deux étages. La partie de l'édifice la plus haute, celle le plus proche de la basilique du Sacré-Cœur, permet d'alimenter le château d'eau de la rue du Mont-Cenis se trouvant en haut de la rue du Mont-Cenis.

## Galerie

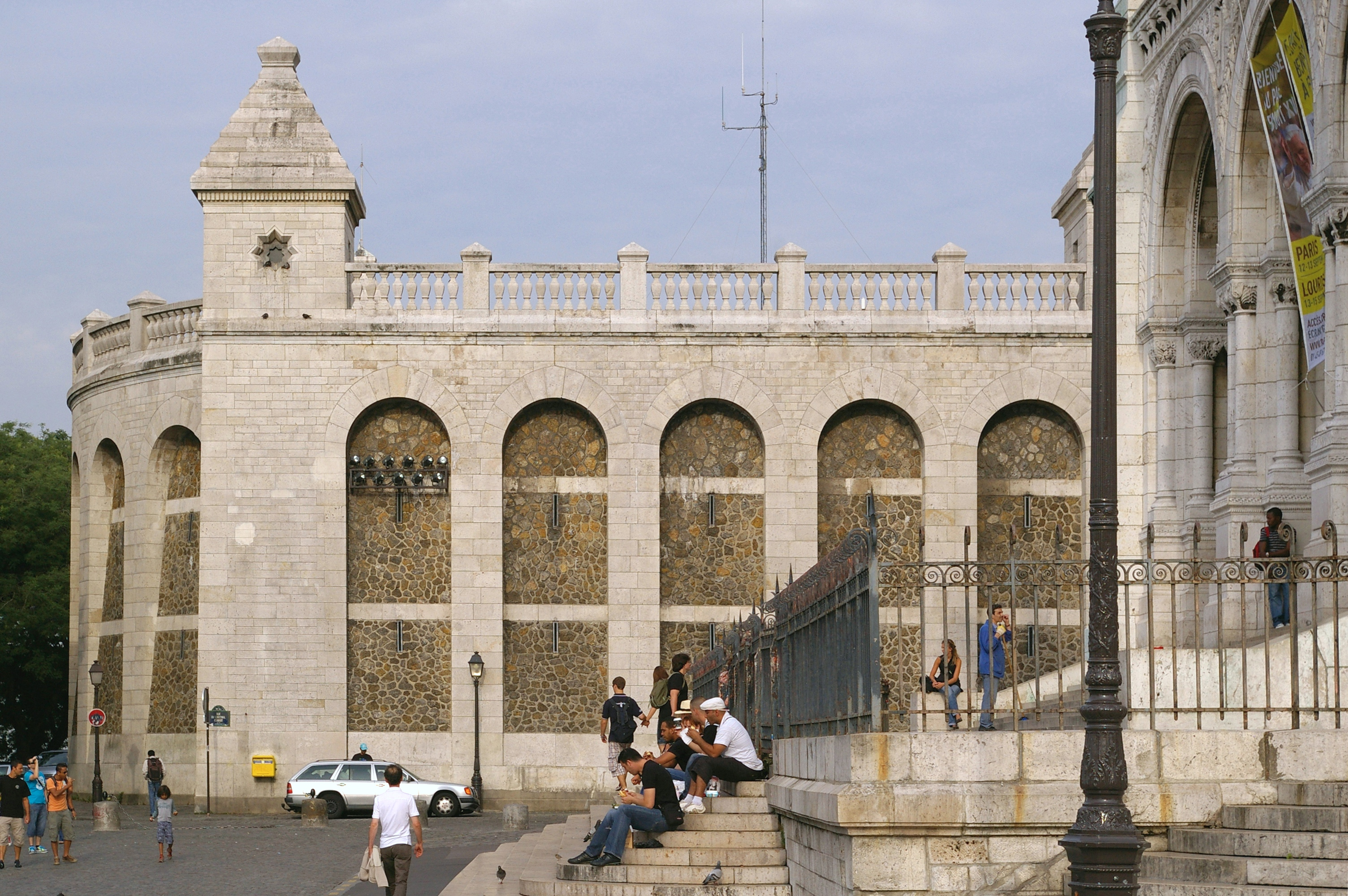
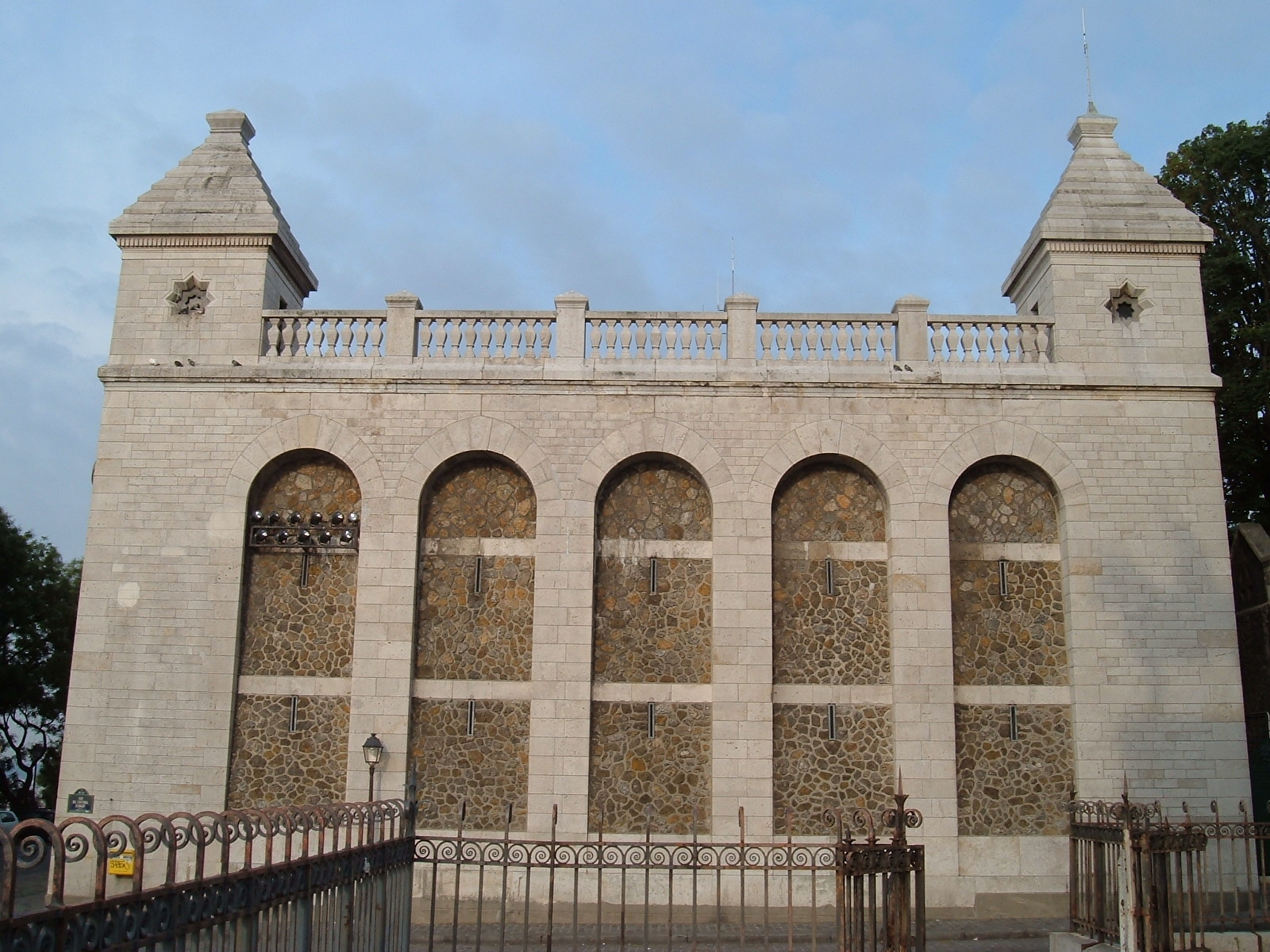